# Пяски (Підкарпатське воєводство)
Пя́ски (пол. Piaski, укр. Піски) — село в Польщі, у гміні Радимно Ярославського повіту Підкарпатського воєводства.
У 1975—1998 роках село належало до Перемишльського воєводства.